# 兜莫
兜莫（?—?），西汉时车师後部第一代王。
兜莫原是车师王子，地节二年（前68年），匈奴攻打车师，车师王乌贵逃亡乌孙，汉宣帝下诏立在焉耆的车师王子军宿为车师王。把车师国民迁居到渠犁，车师故地则沦陷入匈奴。军宿与匈奴绝，归附汉朝，即车师前国。元康四年（前62年），匈奴另立兜莫为王，兜莫率部分车师百姓退往博格达山北麓（今吉木萨尔一带），即车师后国。自此车师分为前、后两国。